# Danutė Domikaitytė
Danutė Domikaitytė (Anykščiai, 15 febbraio 1995) è una lottatrice lituana, specializzata nella lotta libera.

## Palmarès
- Europei

Roma 2020: bronzo nei 68 kg.